# Delta-Atracotoxine
Delta-Atracotoxine (ACTX), auch Delta-Hexatoxine (HXTX) genannt, gelegentlich auch Atraxotoxin genannt, sind toxische Peptide, die von einigen orthognathen Spinnen in ihrer Giftdrüse produziert werden. Sie wirken im Körper von Insekten und Säugetieren durch Bindung an bestimmte Natriumkanäle in der Zellmembran von Nervenzellen. Es handelt sich um Nervengifte. Alle Delta-ACTX-Peptide sind 42 Aminosäuren lang und weisen untereinander hohe Homologie auf.
Atracotoxine binden an tetrodotoxin-sensitive Natriumkanäle und verhindern deren Umschalten vom aktiven zum inaktiven Zustand. Dies führt zu einer Hemmung der Eindiffusion von Natrium-Ionen in die Präsynapse, wodurch die Auslösung von Aktionspotentialen in Motoneuronen und Neuronen des autonomen Nervensystems geblockt wird.
Zur ACTX-Familie zählen:
- Delta-ACTX-Ar1 (alias Delta-Atracotoxin-Ar1a, Delta-Hexatoxin-Ar1a, Delta-HXTX-Ar1a, Robustoxin, RBX,[2] oder Robustotoxin[5]) der Sydney-Trichternetzspinne (Atrax robustus)
- Delta-ACTX-Hv1 (alias Versutoxin) und Delta-ACTX-Hv1b der Blue-Mountains-Trichternetzspinne (Hadronyche versuta, siehe auch Hadronyche modesta), Versutoxin auch bei der Sydney-Trichternetzspinne.[5]
- Magi 4, Neurotoxin der Spinne Macrothele gigas (Vogelspinnenartige)
- Delta-Missulenatoxin-Mb1a von Missulena bradleyi (englisch Eastern mouse spider)

Das Peptid Hi1a im Gift einer weiteren Spezies dieser Gattung, der Ostaustralischen Trichternetzspinne (Darling-Downs-Trichternetzspinne, Hadronyche infensa), könnte als Medikament gegen die Spätfolgen eines Schlaganfalls wirken (siehe Spinnengift in der Medizin).